# Magnus Sommar (Theologe)
Magnus Sommar (* 10. August 1710 in Östra Hoby/Schonen; † 14. Mai 1782 in Ingelstorp/Schonen) war ein schwedischer lutherischer Geistlicher und Gelehrter.

## Leben
Sommar studierte ab 1728 in Lund, wo er 1734 zum Magister promoviert wurde und 1738 die Ordination empfing. 1743 wurde er als Dozent in die Philosophische Fakultät aufgenommen. 1745 wurde er Adjunkt der Gemeinden Stävie und Lackalänga. 1760 erhielt Sommar dann die Pfarrstellen in Ingelstorp und Valleberga und amtierte auch als Propst (kontraktsprost). 1772 wurde Sommar zum Doktor der Theologie ernannt.
Sommar war ein bekannter Theologe seiner Zeit und besaß umfangreiche wissenschaftliche Kenntnisse, die er unter anderem in seiner gegen den deutschen Theologen Johann Gottlob Carpzov gerichteten Abhandlung De duplici peccato in Spiritum Sanctum inchoato et consummato nova ratione a celeb. Carpzovio explicato (1749) unter Beweis stellte.
Der Sohn Jöns Sommar (1769–1843) wurde Pfarrer in Håslöv.